# Sainte-Anne (Gers)
Sainte-Anne település Franciaországban, Gers megyében. Lakosainak száma 125 fő (2022. január 1.). Sainte-Anne Brignemont, Laréole, Ardizas, Cologne, Saint-Georges és Sarrant községekkel határos.

## Népesség
A település népessége az elmúlt években az alábbi módon változott:
| Lakosok száma | 77   | 66   | 55   | 95   | 121  | 118  | 117  | 128  | 127  | 125  |
|               | 1968 | 1982 | 1990 | 2006 | 2013 | 2015 | 2017 | 2019 | 2020 | 2022 |